# Weimarer Militärbibliothek
Die Weimarer Militärbibliothek ist eine bedeutende, trotz der Weltkriege weitestgehend erhalten gebliebene Militärbibliothek, die als Sammlung der Herzogin-Anna-Amalia-Bibliothek in Weimar fungiert. Sie wurde in einem Zeitraum von 300 Jahren (1630 bis 1930) zusammengetragen. Um 1785/86 erfolgte durch Herzog Karl August von Sachsen-Weimar-Eisenach die Gründung. Nach der umfassenden Erweiterung der Sammlung bis 1815 umfasste der Bestand Mitte des 19. Jahrhunderts neben ca. 6.000 Bücher über 7.500 Karten, 400 Manuskripte, 25 Globen und 11 Festungsmodelle. Prominente Persönlichkeiten der deutschen Geschichte wie der Nationaldichter Johann Wolfgang von Goethe und der Naturforscher Alexander von Humboldt verkehrten in der Bibliothek.

## Geschichte
Das Haus Sachsen-Weimar (ab 1741 Sachsen-Weimar-Eisenach) pflegte seinerzeit einen engen Austausch mit der Preußischen Armee. So fungierten die Weimarer Herzöge zunächst als Regimentskommandeure der Kavallerie, später dienten sie als Befehlshaber in Reichswehr und Wehrmacht. Wichtig für die Bestandsentwicklung war der Ausgang des Ersten Koalitionskrieges (1792–1797) zwischen Preußen, Österreich und deutschen Kleinstaaten auf der einen Seite und Frankreich auf der anderen. Herzog Karl August von Sachsen-Weimar-Eisenach förderte die Militärkartografie um die thüringische Demarkationslinie zukünftig verteidigen zu können. Es wurde der Landvermesser Carl Friedrich von Wiebeking beauftragt und der preußische Generalleutnant und Kartograf Friedrich Wilhelm Carl von Schmettau wurde zum Verkauf von wichtigen Kartensammlungen bewogen. Der Herzog erwarb in der Folge diverse Landkarten, Kriegskarten, Schlachtpläne usw., darunter auch ca. 2.500 topografische und thematische Karten von Deutschland. Ein besonderer Schatz waren Weltkarten des spanischen Kartografen und Entdeckers Diego Ribeiro aus dem 16. Jahrhundert.
Weimar wurde zu einem Zentrum der Kartografie, in dem sich etwa der Verleger Friedrich Justin Bertuch ansässig machte. Außerdem wurde durch die Einführung wissenschaftliche Standards in der Offizierausbildung und zahlreiche militärpublizistische Veröffentlichungen dieser Zeit die Weichen für die Gründung einer Weimarer Militärbibliothek gestellt. 1786 wurde ein Nominalkatalog erstellt, der allerdings nicht erhalten geblieben ist. Der Bestand umfasst ältere Werke aus dem Dreißigjährigen Krieg u. a. aus Süddeutschland. 1798 kam es aufgrund des Anwachsen des Bestandes zu einer Revision und Neukatalogisierung unter der Leitung der großherzoglichen Minister Johann Wolfgang von Goethe und Christian Gottlob von Voigt. Zur Jahrhundertwende erstellte dann der Bibliothekar Johann Christoph Ferdinand Spilcker einen Realkatalog. 1804 erfolgte die institutionelle Trennung von der öffentlichen Herzogin-Anna-Amalia-Bibliothek. 1805 übernahm Johann Christoph Gottlob Weise die Bibliotheksdienste, später unterstützt durch Carl Ludwig Sckell.
Anfangs in den Historischen Räumlichkeiten der Amalia-Bibliothek untergebracht, wurde die Militärbibliothek mit den Umstrukturierungen spätestens 1810 in das Weimarer Residenzschloss verbracht. Im Zuge der Schlacht bei Jena und Auerstedt (1806) wurde Karten aus dem Bestand an die Befehlshaber General Ernst von Rüchel und General Friedrich Ludwig Fürst zu Hohenlohe-Ingelfingen verschickt, die allerdings zum Teil kriegsbedingt später an die Franzosen abgetreten werden mussten. Intensiv wurde die Bibliothek zur Aufarbeitung der Kriegsniederlage benutzt. Sammlungsschwerpunkte wurden die Bereiche „Geschichte, Wissenschaft und Kritik“, dazu erhielt man Zugänge aus den Sammlungen etwa des Herzogs Friedrich August von Braunschweig-Lüneburg, des Bibliothekars Konrad Samuel Schurzfleisch und des Sprachwissenschaftlers Christian Wilhelm Büttner. Die Bibliothek gliederte diverse Nachlässe ein, sammelte Tagebücher und Erlebnisberichte und erwarb Globen (u. a. aus der Sammlung Johannes Schöners).
1824 wurde aus Platzmangel ein durch Carl Friedrich Christian Steiner errichteter Bibliotheks-Turm am Ilmpark bezogen. Ab 1828 diente die Bibliothek vorrangig Offizieren und zur Schulung von Einheiten, aber auch interessierten Historikern. 1830 erfolgte die Rückführung in den Organisationsbereich der öffentlichen Amalia-Bibliothek. Die ursprüngliche systematische Erwerbung wurde einer nicht planmäßigen Sammelpolitik in der Stadt der Weimarer Klassik geopfert, so waren punktuell nur noch die Weimarer Militärverfassung und die Flottenrüstung der 1870er Jahre von Bedeutung, bis es schließlich ab Mitte des 19. Jahrhunderts zur unwiderruflichen Trennung der fünf Teilsammlungen kam. Einzig die Bücher sind bis heute im Turm zusammenhängend erhalten geblieben, Karten, Globen usw. wurden in die Amalia-Bibliothek integriert. Die einstigen Überlieferungszusammenhänge sind weitestgehend verlorengegangen.
Ende des 19. Jahrhunderts wurden ca. 1.000 Bände Militaria bereitgestellt. Im Ersten Weltkrieg erfolgte erneut eine Beschaffungsphase. Später Anfang der 1930er Jahre wurden dann noch Leihgaben von Regimentern verzeichnet. In der Zeit des Nationalsozialismus wurden eher Volks- und Truppenbüchereien gefördert, was zum Nachteil der wissenschaftlich-historischen Militärbibliotheken gereichte. Die DDR verschwieg der Öffentlichkeit aus Vorbehalten dem einst adeligen Offizierskorps gegenüber die Existenz der Militärbibliothek. In den 1970er und 1980er Jahren wurde durch die Nationalen Forschungs- und Gedenkstätten halbherzig begonnen auch diesen Bestand zu rekatalogisieren, was nach der Wende durch Retrokonversion der Zettelkataloge fort- und abgeschlossen wurde.
Die Zugänglichkeit der Militärbibliothek durch die Forschung ist bis heute nur teilweise möglich, da eine komplette Erschließung der Bücher und Karten noch nicht stattgefunden hat und die Handschriftenliste nur provisorisch einsehbar ist. 
Verschiedene Werke aus dem Bestand wurden digitalisiert.

## Bestand
Der Anteil der alten Militärbibliothek an der Herzogin-Anna-Amalia-Bibliothek umfasst folgende Sammlungen:
- 5.200 von 20.000 Bänden (25 bis 30 Prozent)
- 6.000 von 10.000 Karten (60 Prozent)
- 25 von 28 Globen (90 Prozent)
- 200 von 1.300 Handschriften (15 Prozent)

## Belege
1. ↑  Digitale Militärbibliothek